# Teralatirus noumeensis
Teralatirus noumeensis is een slakkensoort uit de familie van de Fasciolariidae. De wetenschappelijke naam van de soort is voor het eerst geldig gepubliceerd in 1870 door Crosse.